# Словенски Јаворник
Словенски Јаворник (словен. Slovenski Javornik) је насељено место у општини Јесенице, Горењска регија, Словенија.

## Историја
До територијалне реорганизације у Словенији био је у саставу старе општине Јесенице. Као самостално насеље Словенски Јаворник постоји од 1998. године. Настала је издвајањем дела насеља Јесенице.

## Становништво
У попису становништва из 2011. године, Словенски Јаворник је имао 2.002 становника.
| Број становника према пописима | Број становника према пописима |
| ------------------------------ | ------------------------------ |
| 2002                           | 2011                           |
| 1.907                          | 2.002                          |

Напомена: Године 1998 настала издвајањем дела из насеља Јесенице.